# Forsølvning
Forsølvning er den kemiske proces der blandt andet er brugt til overfladebehandling af glas med et reflekterende stof. Da glas og spejle først havde vundet udbredt anvendelse i Europa i det 16. århundrede, var de fleste forsølvet med en blanding af tin og kviksølv, men i løbet af det 19. århundrede blev det mere udbredt at spejle blev forsølvet gennem en proces, hvor sølv blev belagt på glasoverfladen. I dag er det mere normalt at anvende aluminium, fornikling, nedox, plasmacoat, tufram og ytox til overfladebehandlinger.

## Historie
De tidligste spejle blev fremstillet af poleret obsidian gennem det meste af stenalderen. I bronzealderen var de fleste udviklede kulturer i stand til at fremstille spejle af polerede plader af bronze, kobber eller andet metal. Disse metal-spejle forblev normen frem til den Græsk-Romerske Oldtid, og gennem hele middelalderen i Europa. Det var ikke før det 1. århundrede at glasspejle begyndte at dukke op. Man mener, at de oprindeligt stammer fra Sidon (nutidens Libanon.) I Ptolemæiske Egypten blev små glasspejle fremstillet, med et indhold af bly, tin, eller antimon. I det tidlige 10. århundrede, beskrev den persiske videnskabsmand, al-Razi , forsølvning og forgyldning i en bog om alkymi.
I 1835 udviklede den tyske kemiker Justus von Liebig en proces for at anbringe sølv på bagsiden af overfladen på et stykke glas. Processen blev flere gange forbedret i de følgende år, blandt andet af den franske kemiker Petitjean (1857). Denne reaktion er en variation af Tollens' reagens for aldehyder. En diaminer forsølvning, der er blandet med sukker og sprøjtes på glassets overflade. Det sukker, der oxideres af sølv(1), som er sig selv reduceret til sølv(0), dvs elementært sølv, og deponeret på glas.
I 1856-57 introducerede Karl August von Steinheil og Léon Foucault processen ved at indsætte et ultra tyndt lag af sølv på forsiden af overfladen på et stykke glas, hvilket skaber den første optiske kvalitet (første overflade).
En aluminium aflejringsproces blev opfundet i 1930 af Caltech fysiker og astronom John Stærk, og betyder at de fleste moderne teleskoper, den dag i dag, er overfladebehandlet med aluminium. Der er dog fortsat moderne teleskoper der anvender forsølvning.
I moderne aluminium-forsølvning, placeres et stykke glas i et vakuum - et kammer med elektrisk opvarmet nichrom spoler, der kan fordampe aluminium. I vakuum stiger den varme aluminiums atomer i lige linjer. Når de rammer overfladen af spejlet, nedkøles de og sætter sig fast. De mest innovative virksomheder, der forsølver udsætter spejlet for ren ilt eller luft i en ovn, så der dannes et hårdt, klart lag af aluminiumoxid.
Spejle lavet ved denne metode er klassificeret som enten bag-forsølvet eller front-forsølvet, med det reflekterende lag på overfladen i retning mod det indkommende lys eller billede. De mest almindelige husholdningsprodukter er bag-forsølvet, da denne beskytter det skrøbelige reflekterende lag fra korrosion, ridser og andre skader. Der er optiske spejle, såsom mangin spejle, der er bag-forsølvet som en del af deres optiske design.
Selv om den forsølvning man foretager på overfladen af et spejl, ofte rent faktisk er sølv, så anvendes ordet "forsølvning" ofte i industrien om selve processen, på trods af materialet måske er aluminium, tufram, ytox eller et helt andet. Sølv anvendes relativt sjældet, man anvender ofte andre materialer, der ikke oxiderer og absorberer atmosfærisk svovl. 
Guld anvendes undertiden også til den proces, der kaldes "forsølvning". På infrarøde instrumenter har guld den bedste refleksivitet i det infrarøde spektrum, og guld har samtidig en høj modstandsdygtighed over for oxidation og korrosion.

## Sølvplet
Også bestik og køkkengrej betrækkes undertiden med sølv. Produktet kaldes sølvplet.